# اریک بولیه
اریک رنه بولیه (فرانسوی: Éric René Boullier‎؛ زادهٔ ۹ نوامبر ۱۹۷۳ در لاوال) مدیر و مهندس ورزش‌های موتوری اهل فرانسه است. او از سال ۲۰۱۴ تا ۲۰۱۸ در تیم فرمول یک مک‌لارن در مقام مدیر مسابقه‌ای مشغول به کار بوده‌است. بولیه در طول فصل‌های ۲۰۱۰ تا ۲۰۱۳ مدیر تیم لوتوس اف۱، و تا پیش از انحلال انجمن تیم‌های فرمول یک (FOTA) پس از شش سال، نایب رئیس این انجمن بوده‌است.